# 5762 Wänke
5762 Wänke eller 1981 EG28 är en asteroid i huvudbältet som upptäcktes den 2 mars 1981 av den amerikanska astronomen Schelte J. Bus vid Siding Spring-observatoriet. Den är uppkallad efter den österrikiske astronomen Heinrich Wänke.
Asteroiden har en diameter på ungefär 4 kilometer.